# مانه‌کنزور
مانه‌کنزور (به لاتین: Mannekensvere) یک منطقهٔ مسکونی در بلژیک است که در میدلکرک واقع شده‌است.